# غوسين ساكاي
غوسين ساكاي (باليابانية: 酒井 高聖) (20 مارس 1996 في نييغاتا في اليابان – )؛ هو لاعب كرة قدم ياباني سابق كان يلعب كمدافع.

## وصلات خارجية
- غوسين ساكاي على موقع رابطة كرة القدم اليابانية للمحترفين (اليابانية)
- غوسين ساكاي على موقع قاعدة بيانات كرة القدم.إي يو (الإنجليزية)
- غوسين ساكاي على موقع Soccerway.com (الإنجليزية)
- غوسين ساكاي على موقع عالم كرة القدم.نت (الإنجليزية)
- غوسين ساكاي على موقع كووورة